# Зайиц, Флориан
Флориан Зайиц (нем. Florián Zajíc; 4 мая 1853, Унгошть, Богемия, Австрийская империя — 17 мая 1926, Берлин) — немецкий скрипач и музыкальный педагог чешского происхождения.

## Биография
Родился в бедной семье, однако сумел получить стипендию для обучения в Пражской консерватории у Морица Мильднера и Антонина Бенневица. По окончании учёбы уехал в Германию, где первоначально работал в оркестре Аугсбургской оперы. Затем по приглашению Винценца Лахнера занял пост концертмейстера в Мангейме, откуда в 1881 г. переместился в Страсбург, где не только вёл оркестр, но и перенял у Изидора Лотто место профессора Страсбургской консерватории. В 1889—1891 гг. был концертмейстером в Гамбурге (также совмещая работу в оркестре с преподаванием). На протяжении всех этих лет вёл также успешную концертную деятельность — в частности, А. Г. Эрлих сообщает о триумфальном выступлении Зайица в Париже в 1885 году (с оркестром Падлу) после попыток шовинистически настроенной клаки сорвать выступление немецкого музыканта. С 1891 г. преподавал в берлинской Консерватории Штерна, затем с 1895 г. в Консерватории Клиндворта — Шарвенки, давал также частные уроки (приватными учениками Зайица были, в частности, Пауль Дессау и Мечислав Карлович). Выступал также как ансамблист, в гамбургский период во главе струнного квартета, в берлинский период в дуэте с Генрихом Грюнфельдом или в составе его фортепианного трио (с Максом фон Пауэром).